# Scilla mischtschenkoana
Espèce
Scilla mischtschenkoana (la scille blanche ou scille Tubergeniana) est une espèce de plantes vivaces originaire du Caucase du Sud et du nord de l'Iran .
Chaque plante pousse à partir d'un petit bulbe, avec 2-3 feuilles en forme de lanières et des fleurs bleu pâle avec des nervures plus foncées, qui fleurissent au début du printemps ou à la fin de l'hiver. Les plantes atteignent 5 à 15 cm de haut et environ 5 cm de large,,.
S. mischtschenkoana et le cultivar "Tubergeniana" ont remporté le Prix du mérite des jardins de la Royal Horticultural Society.